# G4・2020
「G4・2020」（ジーフォー・ニーゼロニーゼロ）は、GLAYの通算58作目のシングル。2020年8月12日にLSGから発売。

## 概要
G4シリーズの6作目。
CDシングルとしては「G4・V-Democracy 2019-」以来、約1年と1ヶ月ぶり、配信シングル「I'm loving you(KOREAN Ver.)(feat. PENTAGON)」も含めると約3か月ぶりのリリースとなる。
シングルのアートワークは横尾忠則が手掛けた。CD+DVD+絵本盤とCD only盤の2タイプが製作され、前者はCDに加え、「ROCK ACADEMIA」のMVと、「Into the Wild」のライブ映像、大桟橋ホールで行われた無観客ライブ「GLAY Special Live 2020 DEMOCRACY 25TH INTO THE WILD」より5曲の演奏曲を収録したDVD、そしてkkworld-kumiがイラストを担当した絵本「4人の勇者と魔法使い」も付属。
CDの収録曲は両タイプ共通。メンバーがそれぞれ作詞・作曲を手掛けた4曲と、ボーナストラックとして「Into the Wild」のリミックス音源3曲を加えた、計7曲を収録。また、これに併せて「Into the Wild」のステムデータも、特設サイトにて期間限定で無料公開。

## 記録
オリコン週間シングルチャート(2020年08月24日付)では、初週で26,875枚を売り上げ、2位を獲得。

## 収録内容

### CD(全タイプ共通)
1. ROCK ACADEMIA
作詞・作曲/HISASHI
HISASHI自身がロックで学んできた事や、音楽と共に生きてきた人生を歌ったナンバー[9]。
MVも制作された。内容はスマートフォンやパソコンの画面を盛り込んだ作品となっており、様々なアプリ画面を通じて登場するメンバー4人の姿、過去のアートワークやライブ映像などが交錯するといった、アイデア満載の映像に仕上がっている[10][11]。
8月13日より、それぞれのメンバーにフォーカスを当てたメイキング映像も公開された[12]。
2. DOPE
作詞/TAKURO＆JIRO、作曲/JIRO
3. 流星のHowl
作詞/TAKURO、作曲/TERU
アニメ『ダイヤのA act II』第3期オープニングテーマ。
2020年7月よりAIRDOと石屋製菓による『BE ONE HOKKAIDO 心を一つに、北海道へ応援メッセージを』公式テーマソングとしても採用された[13][14]。
4. Into the Wild ～密～
作詞・作曲/TAKURO
2020年2月に中止となったイタリア・ヴェネチアでの『CARNEVALE DI VENEZIA 2020』の代わりに、急遽現地のアトリエから配信された無観客ライブで披露したリミックスバージョン[15]。

(bonus track)
1. Into the Wild(☆Taku Takahashi Remix)
2. Into the Wild (80KIDZ Remix)
3. Into the Wild(BUNNY Remix)

### DVD(CD+DVD+絵本盤)
- 「ROCK ACADEMIA」Music Video
- 「Into the Wild」No Audience Live director's cut
- GLAY Special Live『2020 DEMOCRACY 25TH INTO THE WILD』

1. ALL STANDARD IS YOU
2. a Boy〜ずっと忘れない〜
3. SOUL LOVE
4. 流星のHowl
5. Into the Wild

### 絵本(CD+DVD+絵本盤)
- 家で読もう!! グレイ絵本「4人の勇者と魔法使い」
家で過ごす時間が増えたファンに向け、GLAYのこれまでの歩みをファンタジー調に描いた1冊となっている[16]。